# Apis mellifera intermissa
La abeja de Tellian de Magreb (Apis mellifera intermissa) es una subespecie de abeja doméstica nativa del Norte de África. Es una abeja especializada muy adaptada a climas extremos (secos), con gran capacidad de defenderse. Al quedar huérfana la colmena en pocos días las abejas obreras comienzan la postura.

## Distribución
Esta subespecie ocupa todo el norte del desierto del Sahara, diferenciándose de Apis mellifera sahariensis en que esta subespecie ocupa los oasis de Marruecos y Argelia, siendo más amarilla y dócil. Otra especie propia del norte del Sahara es Apis mellifera lamarckii que ocupa el valle del río Nilo.

## Características
Es una abeja oscura de tomento escaso y tamaño intermedio entre Apis mellifera mellifera y las razas de abejas africanas. Es un nexo entre la abeja negra europea y el grupo de razas Africanas. Conocida comúnmente como "linaje A" que significa "linaje africano", difereciándose del "linaje M" que es linaje propio de Apis mellifera mellifera y del "linaje C" (de caucásico) que se encuentra en Europa Oriental y caracteriza, entre otras, a la raza de Apis mellifera ligustica, es decir, las denominadas abejas italianas. Los linajes M y A son polimorfos debido a la variabilidad de la secuencia del espaciador intergénico situado entre los genes del tARNleu y la citocromo oxidasa II (COII) según (Crozier et al., 1989), mientras que el linaje C es invariable.
Friedrich Ruttner (1988), basándose en evidencias geográficas y morfométricas, propone tres grupos o líneas principales de subespecies en A. mellifera: el grupo o línea M que incluye a las razas del norte de África (Apis mellifera intermissa, Apis mellifera sahariensis y Apis mellifera major), las de la península ibérica Apis mellifera iberica y las de Europa del norte Apis mellifera mellifera. En la hipótesis planteada por este autor sobre la dispersión de esta especie a partir de un núcleo original africano, la raza Apis mellifera iberica ocupa dentro del grupo M una posición intermedia, entre la raza Apis mellifera intermissa y la raza Apis mellifera mellifera.
Los rastros genéticos de Apis mellifera intermissa, y su frecuencia decrece según un gradiente sur a norte en España según (Garnery et al., 1995). Estos resultados corroboran la conclusión de Smith et al. (1991), sobre el origen híbrido de Apis mellifera iberica a partir de las subespecies Apis mellifera mellifera y Apis mellifera intermissa.